# Constantin Alexandru
Constantin Alexandru (Costanza, 15 dicembre 1953 – 14 agosto 2014) è stato un lottatore rumeno, specializzato nella lotta greco-romana.

## Palmarès

### Olimpiadi
- 1 medaglia:
  - 1 argento (Mosca 1980 nei -48 kg)

### Mondiali
- 3 medaglie:
  - 2 ori (Città del Messico 1978 nei -48 kg; San Diego 1979 nei -48 kg)
  - 1 argento (Katowice 1974 nei -48 kg)

### Europei
- 6 medaglie:
  - 5 ori (Madrid 1974 nei -48 kg; Ludwigshafen 1975 nei -48 kg; Bursa 1977 nei -48 kg; Sofia 1978 nei -48 kg; Bucarest 1979 nei -48 kg)
  - 1 argento (Leningrado 1976 nei -48 kg)